# Rödingsträsk
Rödingsträsk is een dorp binnen de Zweedse gemeente Boden. Het is een voormalige nederzetting van de Saami dat uitgroeide tot een dorpje. In die tijd heette het dorpje Silbo (zilverspardorp). Deze saaminaam is terug te vinden in de site van het dorp.
Het dorp wordt voor het eerst genoemd in 1797 als voor het eerst belasting wordt geheven. Het ligt 10 kilometer ten zuidwesten van Bodträskfors in onbewoond gebied aan het Rödingsträsket aan het eind van een doodlopende weg.